# Shadrack Nsajigwa
Shadrack Nsajigwa (ur. 10 lutego 1984 w Dar es Salaam) – tanzański piłkarz występujący na pozycji prawego obrońcy. Zawodnik klubu Young Africans SC.

## Kariera klubowa
Nsajigwa karierę rozpoczynał w 2004 roku w zespole Prisons SC. Grał tam przez 2 sezony. W 2006 roku odszedł do zespołu Young Africans SC. Grając w nim zdobył cztery mistrzostwa Tanzanii (2006, 2008 2009, 2011). W latach 2013–2014 grał w nepalskim Saraswati Youth Club, w którym zakończył karierę.

## Kariera reprezentacyjna
W reprezentacji Tanzanii Nsajigwa zadebiutował 8 września 2002 roku w przegranym 0:4 meczu kwalifikacji do Pucharu Narodów Afryki 2004 z Beninem, rozegranym w Kotonu. 8 grudnia 2010 roku w wygranym 1:0 towarzyskim meczu z Rwandą strzelił pierwszego gola w drużynie narodowej. Od 2002 do 2012 rozegrał w kadrze narodowej 51 meczów i strzelił 2 gole.